# Leptopogon amaurocephalus
A Leptopogon amaurocephalus a madarak (Aves) osztályának verébalakúak (Passeriformes) rendjébe és a királygébicsfélék (Tyrannidae) családjába tartozó faj.

## Rendszerezése
A fajt Johann Jakob von Tschudi svájci ornitológus, természettudós és diplomata írta le 1846-ben.

## Alfajai
- Leptopogon amaurocephalus amaurocephalus Tschudi, 1846
- Leptopogon amaurocephalus diversus Todd, 1913
- Leptopogon amaurocephalus faustus Bangs, 1907
- Leptopogon amaurocephalus idius Wetmore, 1957
- Leptopogon amaurocephalus obscuritergum Zimmer & W. H. Phelps, 1946
- Leptopogon amaurocephalus orinocensis Zimmer & W. H. Phelps, 1946
- Leptopogon amaurocephalus peruvianus P. L. Sclater & Salvin, 1868
- Leptopogon amaurocephalus pileatus Cabanis, 1865[2]

## Előfordulása
Mexikó, Costa Rica, Guatemala, Honduras, Nicaragua, Panama, Argentína, Belize, Bolívia, Brazília,  Ecuador, Francia Guyana, Guyana, Kolumbia, Paraguay, Peru, Suriname és Venezuela területén honos.
Természetes élőhelyei a szubtrópusi és trópusi síkvidéki esőerdők, mocsári erdők és bokrosok, valamint másodlagos erdők. Állandó, nem vonuló faj.

## Megjelenése
Testhossza 13 centiméter.
|  |

## Természetvédelmi helyzete
Az elterjedési területe rendkívül nagy, egyedszáma ugyan csökken, de még nem éri el a kritikus szintet. A Természetvédelmi Világszövetség Vörös listáján nem fenyegetett fajként szerepel.